# Zittig
Zittig (Luxemburgs: Zëtteg) is een plaats in de gemeente Bech en het kanton Echternach in Luxemburg.

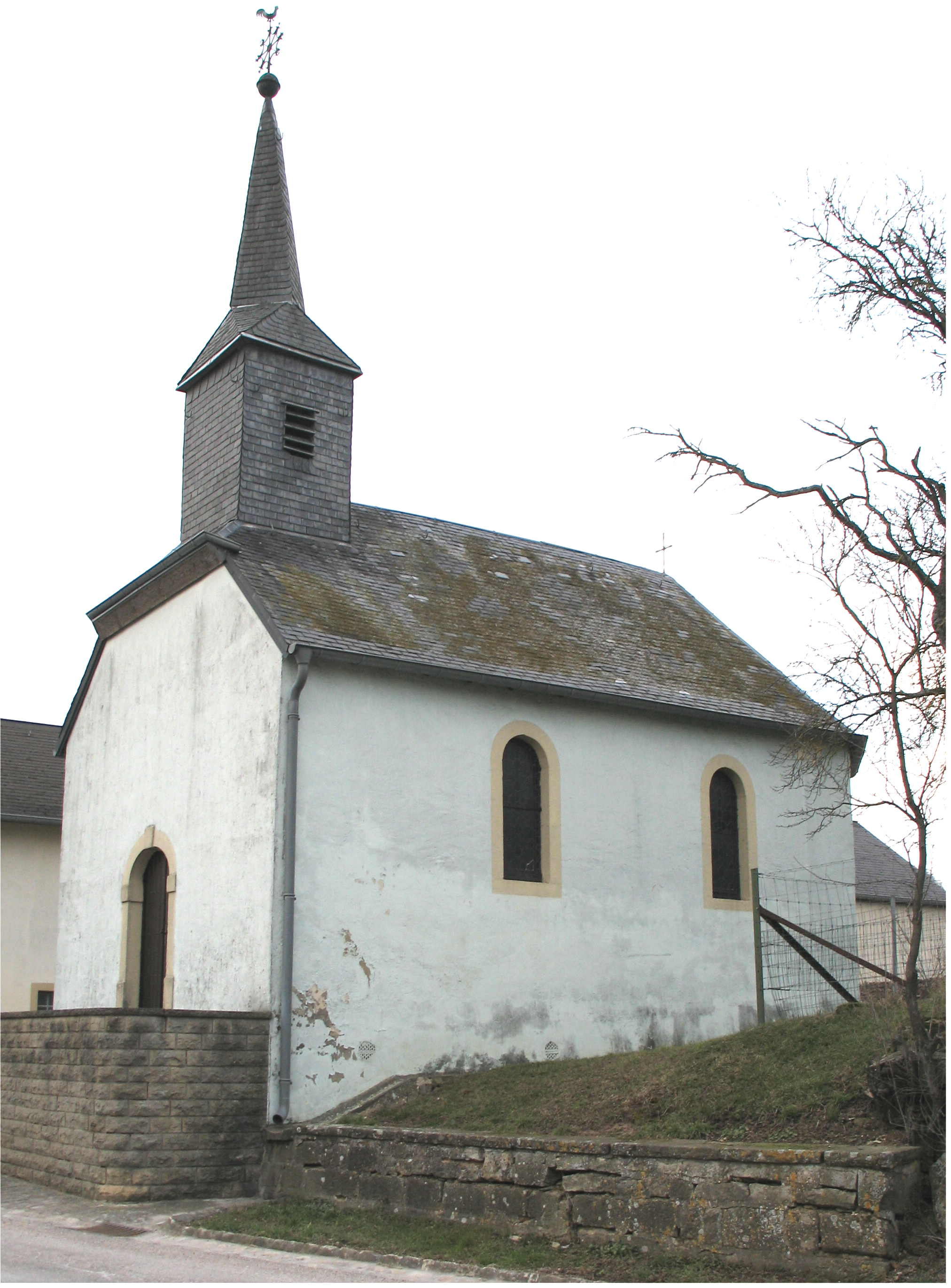
kapel

Zittig telt 37 inwoners (2001).